# مچکوواتس
مچکوواتس (به صربی: Mečkovac) یک منطقهٔ مسکونی در صربستان است که در ناحیه پچینیا واقع شده‌است. مچکوواتس ۱۶۹ نفر جمعیت دارد.